# Rikard, hertig av York
Rikard av York, 3:e hertigen av York, född 21 september 1411, död 30 december 1460, var en engelsk adelsman och politiskt viktig person under rosornas krig. Han var son till Rikard, earl av Cambridge – en adelsman som avrättats för förräderi av kung Henrik V 1415 – och Anne Mortimer, som liksom sin make var ättling till kung Edvard III. Rikard hade därigenom mycket goda anspråk på Englands tron, vilket han började göra gällande 1448 genom att anta det länge oanvända efternamnet Plantagenet. Detta var en direkt utmaning mot den svage kung Henrik VI. Kring 1424 gifte han sig med Cecily Neville, en ättling till Johan av Gent, hertig av Lancaster. Han fick domen mot fadern postumt upphävd 1426 och antog titeln hertig av York. Han hade redan blivit earl av March efter att morbrodern Edmund Mortimer avlidit 1425 utan arvingar.

## Biografi
Då kung Henrik blev psykiskt sjuk 1452 blev York lordprotektor men tvingades ge upp posten då kungen tillfrisknade, och en arvtagare, Edvard av Westminster, föddes följande år. York samlade dock stegvis ihop sina trupper och det inbördeskrig känt som Rosornas krig bröt ut 1455. De kungatrogna trupperna leddes av den äregirige hertigen av Somerset, men yorkisterna segrade i den första striden i första slaget vid St Albans 22 maj 1455, och Somerset dödades. York tillbakatvingades dock snart och slöt en osäker fred med kungen som varade under fyra år.
Konflikten återupptogs 1459, och York och hans anhängare greps som förrädare 20 november 1459. York själv landsförvisades till Irland, medan hans äldste son Edvard flydde till Calais med Yorks mäktigaste allierade earlen av Warwick. York blev allt mer beslutsam om att han skulle erövra tronen åt huset York, och han besegrade lancastrarna i slaget vid Northampton. Vid detta slag tillfångatog han kungen och tvingade honom att erkänna York som tronföljare istället för sin son, genom Act of Accord. York hade tänkt gripa tronen direkt men det fanns bara begränsat stöd för att erövra kronan på detta sätt, även bland trogna yorkister som earlen av Warwick. Parlamentet gick dock med på kompromissen att göra York till tronarvinge genom att betrakta de yorkiska tronanspråken som mer rättmätiga än de lancastriska.
Lancastrarna, ledda av Henriks hustru Margareta av Anjou, vägrade att acceptera att sonen gjordes arvslös och fortsatte kriget. York begav sig norrut och dödades i strid mot lancastrarna i slaget vid Wakefield 30 december 1460 tillsammans med sin andre son Edmund, earl av Rutland. Han begravdes vid Pontefract, men hans huvud sattes på en påle av de segrande. Yorks äldste son lyckades slutligen sätta sin dynasti på tronen 1461 som kung Edvard IV. Kung Edvard V var Yorks sonson, och kung Rikard III var en annan av hans söner. Tudorkungen kung Henrik VIII var hans sondotters son.

## Barn med Cecily Neville
1. Johanna av York (1438).
2. Anne av York (10 augusti 1439 - 14 januari 1476), g.m Henry Holland, hertig av Exeter.
3. Henrik av York (f. 10 februari 1441).
4. Edvard IV av England (28 april 1442 - 9 april 1483).
5. Edmund, earl av Rutland (17 maj 1443 - 31 december 1460).
6. Elisabet av York (22 april 1444 - efter januari 1503), g.m John de la Pole, 2:e hertig av Suffolk.
7. Margareta av York (3 maj 1446 - 23 november 1503).
8. William av York (f. 7 juli 1447).
9. John av York (f. 7 november 1448).
10. George, hertig av Clarence (21 oktober 1449 - 18 februari 1478).
11. Thomas av York (född ca 1451).
12. Rikard III av England (2 oktober 1452 - 22 augusti 1485).
13. Ursula av York (c. 1454).